# Samsung ATIV S
Samsung Ativ S — флагманский телефон от компании Samsung на базе операционной системе Windows Phone. Был представлен на выставке IFA 2012, и получил много шума, когда Nokia еще не представила свои смартфоны на базе Windows Phone 8.

## Характеристики
Смартфон основан на платформе Qualcomm Snapdragon S4 Plus. В данном случае используется двухъядерная SoC MSM8960 с частотой работы 1,5 ГГц. Объем оперативной памяти составляет 1 ГБ. Графический модуль представлен Adreno 225.
В Samsung ATIV S установлен самый крупный по размеру среди WP8-устройств 4,8″ экран с разрешением 1280×720, выполненный по технологии Super AMOLED. Выглядит данное сочетание диагонали и разрешения великолепно. Правда, у разных людей могут быть индивидуальные особенности восприятия Pentile. Субъективно максимальная яркость очень высока, устройством можно пользоваться при ярком солнечном свете практически без малейшего неудобства. Защиту экрану обеспечивает Corning Gorilla Glass 2.
Емкостной сенсор работает хорошо. Поддержка десяти одновременных касаний может оказаться полезной при такой диагонали экрана, хотя, конечно, все зависит от приложений.
Из 16 ГБ встроенной флэш-памяти пользователю доступно около 12 ГБ. При этом есть возможность установки карт памяти microSD для хранения мультимедийной информации. Работа с памятью в данной модели не отличается от таковой у других устройств с операционной системой Windows Phone 8. При подключении к компьютеру доступ к встроенному накопителю смартфона осуществляется в режиме MTP. Пользователь может переписывать любые файлы, но система и приложения способны работать только с фиксированными форматами, размещенными в определенных папках.
Смартфон имеет один слот для карты Micro-SIM. Поддерживаются сети 2G (850, 900, 1800, 1900 МГц) и 3G (850, 900, 1900, 2100 МГц). Максимальная скорость получения данных может достигать 42,2 Мбит/с. В реальности все, конечно, будет определяться оператором и его сетью.
Устройство имеет встроенный модуль Bluetooth 3.0, двухдиапазонный беспроводной контроллер Wi-Fi 802.11n со скоростью соединения до 150 Мбит/с, а также поддерживает NFC. Для системы определения координат заявлена совместимость с GPS и Глонасс. Присутствует и стандартный набор датчиков и сенсоров, включая компас, гироскоп, акселерометр, датчик ориентации, датчик приближения. Порт Micro-USB используется для зарядки и обмена файлами с ПК (производитель — видимо, по привычке — называет его в документации «многофункциональным»).
Основная камера имеет матрицу 8 Мп, автофокус и вспышку. Она способна записывать видео в формате до Full HD включительно. Фронтальная ожидаемо проще: 1,9 Мп, а видео — только до 720p.
Производитель установил в смартфон съемный аккумулятор относительно небольшой емкости — всего 2300 мА·ч. Для модели с крупным экраном этого может быть недостаточно.